# Mỹ Linh
Mỹ Linh (født 19. august 1975) er en vietnamesisk sangerinde, sangskriver og stemmetræner.
Hun er en af de bedst-sælgende vietnamesiske musikere nogensinde og hun har solgt over 2 millioner albums, og er ofte blevet omtalt som "Dronningen af Vietnamesisk R&B".

## Diskografi

### Studiealbum
- 10 Tình Khúc Bảo Phúc – Anh Thoa (1995)
- Vẫn Hát Lời Tình Yêu (1996)
- Xin Mặt Trời Ngủ Yên (1996)
- Cho Một Người Tình Xa (1996)
- Mỹ Linh (1997)
- Mùa Thu Không Trở Lại (1998)
- Chiều Xuân (1998)
- Còn Mãi Tìm Nhau (1999)
- Tóc Ngắn (1998)
- Tóc Ngắn Vol. 2: Vẫn Mãi Mong Chờ (2000)
- Made in Vietnam (2003)
- Chat Với Mozart (2005)
- Để Tình Yêu Hát (2006)
- Tóc Ngắn Acoustic: Một Ngày (2011)
- Chat Với Mozart Vol. II (2018)

### Videoalbum
- Mỹ Linh (1998)
- Tóc Ngắn (2000)
- Mỹ Linh Tour '06 (2007)
- Cảm Xúc Mùa Thu (2012)

### Shows
- WeChoice (27/1/2024)[3]
- Chị Đẹp Đạp Gió Rẽ Sóng (28/10/2023)